# Мігель Давіла
Мігель Рафаель Давіла Куельяр (1856–1927) — президент Гондурасу з 1907 до 1911 року. Обіймав різні посади в адміністрації Полікарпо Бонільї.